# Noria (Verdun)

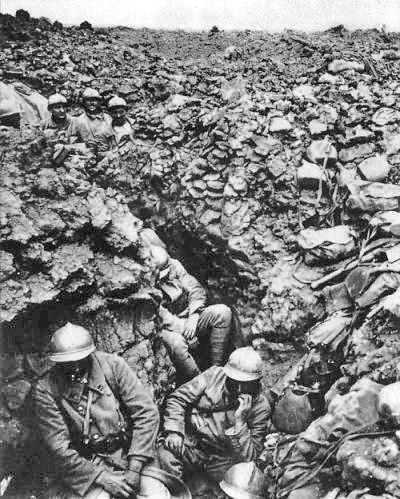
Soldaten des 87e régiment d’infanterie vor Verdun (1916)

Die Noria (auch Pater Noster) war eine logistische Einrichtung der französischen Armee während der Schlacht um Verdun (1916) im Ersten Weltkrieg. Mittels dieses Systems wurden die französischen Truppen während der Schlacht mithilfe von Lastwagen versorgt und nach einem Rotationsprinzip abgelöst. Dies trug maßgeblich zum Abwehrerfolg bei und war ein wesentlicher Faktor in der Etablierung Verduns als symbolischer Erinnerungsort.

## Verfahren
Die Festung Verdun war nur durch eine Schmalspurbahn mit dem Hinterland verbunden, die für Nachschubzwecke allerdings ausfiel, da sie unter deutschem Artilleriebeschuss lag. General Philippe Pétain organisierte deshalb ein Versorgungssystem, das auf dem ständigen Zustrom von Nachschub mittels einer LKW-Kolonne basierte, die rund um die Uhr arbeitete. Pétain nannte dieses Prinzip «Noria», was eigentlich eine Bezeichnung für ein aus Seilen und Eimern bestehendes Wasserschöpfrad war. Ein anderer Begriff für dieses Verfahren war „Paternoster“, benannt nach dem Paternosteraufzug beziehungsweise dem beim Rosenkranz wiederholten Gebet.
Mittels dieses Systems fuhren auf der Straße Bar-le-Duc–Verdun (ca. 60 km) ungefähr 8000 Fahrzeuge im durchschnittlichen Takt von jeweils etwa 14 Sekunden zur Front, wobei sie etwa 90.000 Soldaten und 50.000 t Kriegsgerät pro Woche transportierten. Gleichzeitig wurden abgelöste Verbände und Verwundete abtransportiert. Im April 1916 nannte der Schriftsteller und Politiker Maurice Barrès diese wichtige Verbindung erstmals «Voie Sacrée» (dt. „Heiliger Weg“).
Dieses Versorgungsprinzip wirkte sich schnell auf die Kämpfe aus. Bereits Ende Februar 1916 konnten so mehr als 2000 Geschütze zusammengezogen und mit Munition versehen werden. Außerdem erlaubte das System, die französischen Divisionen alle 10 bis 14 Tage abzulösen, was der Moral und der Kampfkraft der Verbände entgegenkam. Andererseits kamen durch das «Noria»-Verfahren praktisch alle Divisionen vor Verdun zum Einsatz. Von den 95 Divisionen des französischen Heeres kämpften bis zum 15. Juli 1916 insgesamt 80 auch bei Verdun. Aber nur 23 von ihnen kamen zweimal zum Einsatz, was vor allem der Tatsache geschuldet war, dass das «Noria»-System mit dem Beginn der Schlacht an der Somme (1. Juli 1916) kaum mehr aufrechterhalten werden konnte.

## Deutsche Perspektive
Auf deutscher Seite gab es kein vergleichbares System. Im Normalfall verbrachten die deutschen Truppenteile 5 bis 7 Tage in den vorderen beiden Linien und anschließend 4 bis 5 Tage im Ruheraum. Da aber schon wenige Wochen nach Beginn der Angriffe bei Verdun kaum mehr frische Truppen verfügbar waren, blieben die gleichen Regimenter über lange Zeit hinweg im Raum Verdun. Das Württembergische Landwehr-Infanterie-Regiment Nr. 122 blieb oft über 4 bis 6 Wochen entweder in der vordersten Linie oder in Bereitschaft. Viele Soldaten blieben fast drei Wochen ununterbrochen im Einsatz. Erst nach mehreren Monaten, wenn die Divisionen völlig abgekämpft waren, wurden die Verbände von der Verdunfront abgezogen, später aber auch oft erneut wieder dort eingesetzt.

„Bei den Deutschen war es genau umgekehrt, die Leute, die kleinen Einheiten wurden, wie man es damals sagte, zu Schlacke verbrannt und erst abgelöst, wenn eine Kompanie von einer Sollstärke von 300 Mann plötzlich nur noch 60 oder 40 Mann hatte. Zur Schlacke ausgebrannt. Dann kamen sie zurück oder gar nicht. Bei den Soldaten blieb das Gefühl hängen, dort unnötig verbrannt, verheizt worden zu sein. Und in der soldatischen Literatur nach dem ersten Weltkrieg ist das ein Fixpunkt der Bitterkeit, der soldatischen Bitterkeit.“

Zudem führte die französische Praxis bei der deutschen Obersten Heeresleitung (OHL) zu einer völlig falschen Einschätzung der französischen Verluste. Denn sie ging davon aus, dass die französische Armee immer neue Divisionen einsetzte, weil die anderen in den Kämpfen aufgerieben worden waren. General von Falkenhayn, der Initiator der deutschen Offensive, war deshalb der Ansicht, dass sein Plan, das französische Heer bei Verdun ausbluten zu lassen, tatsächlich funktionierte. Selbst nach dem Krieg schrieb er noch, dass bei Verdun über 90 feindliche Divisionen zerschlagen worden seien.

## Bedeutung für die Erinnerungskultur
Da durch das «Noria»-System fast zwei Drittel des französischen Heeres an den Kämpfen bei Verdun teilgenommen hatten, war fast jeder Veteran ein Verdun-Kämpfer. Dies verlieh dem Schlachtfeld während und vor allem nach dem Krieg eine große positiv konnotierte Bedeutung als nationaler Erinnerungsort.

„Die Noria zeigte ungeheure moralische Konsequenzen. Sie machte die Schlacht von Verdun zur Sache der ganzen Armee. Dies veränderte die Kampfmoral unmittelbar. Die Soldaten, die in die Schlacht zogen, bewegten sich auf einem Gelände, das sie nicht kannten, das ihnen jedoch keineswegs unbekannt war, da sie davon gehört hatten […]. So wurde Verdun zu einem geheiligten Ort, einem Ort des Opfers und der Weihe.“

Im Gegensatz dazu wurde in der deutschen Erinnerungskultur Verdun zu einem Begriff, der mit dem bitteren Eindruck verbunden war, verheizt worden zu sein.